# Вест Брукфилд (Масачусетс)
Вест Брукфилд (енгл. West Brookfield) насељено је место без административног статуса у америчкој савезној држави Масачусетс.

## Демографија
По попису из 2010. године број становника је 1.413, што је 197 (-12,2%) становника мање него 2000. године.
| Група             | 2000.         | 2010.         |
| Белци             | 1.578 (98,0%) | 1.347 (95,3%) |
| Афроамериканци    | 0 (0,0%)      | 16 (1,1%)     |
| Азијати           | 4 (0,2%)      | 6 (0,4%)      |
| Хиспаноамериканци | 8 (0,5%)      | 27 (1,9%)     |
| Укупно            | 1.610         | 1.413         |